# Гречихо, Сергей
Серге́й Гречи́хо (род. 30 сентября 1985, Вильнюс) — литовский самбист и боец смешанного стиля, представитель лёгкой и полулёгкой весовых категорий. Представлял национальную сборную Литвы по самбо, трёхкратный чемпион мира, двукратный чемпион Европы по боевому самбо. В период 2005—2018 годов выступал на профессиональном уровне в ММА, известен по участию в турнирах таких бойцовских организаций как Shooto, Hero's, Cage Warriors, ACB, M-1 Global и др.

## Биография
Сергей Гречихо родился 30 сентября 1985 года в Вильнюсе. Называет себя «русскоговорящим поляком с украинской фамилией, живущим в Литве». Серьёзно заниматься единоборствами начал с раннего детства, находясь под впечатлением от фильмов с Брюсом Ли и Жан-Клодом ван Даммом.

### Любительская карьера
Первого серьёзного успеха на взрослом международном уровне добился в сезоне 2004 года, когда вошёл в основной состав литовской национальной сборной и выступил на домашнем европейском первенстве в Шяуляе, где стал серебряным призёром, потерпев единственное поражение от российского борца Ахмеда Мусаева.
В 2007 году принял участие в чемпионате мира по боевому самбо в Праге, где стал чемпионом в лёгкой весовой категории, в том числе победил в финале россиянина Мурата Ристова. Год спустя на мировом первенстве в Санкт-Петербурге стал бронзовым призёром, ещё через год на аналогичных соревнованиях в греческих Салониках вновь завоевал золото, тогда как на первенстве континента в Милане стал бронзовым призёром. В 2010 году на чемпионате мира в Ташкенте получил серебро, уступив в решающем поединке представителю Армении Вачику Варданяну.
На чемпионате мира 2012 года в Минске выступал в непривычной для себя полулёгкой весовой категории и вновь одержал победу над всеми соперниками по турнирной сетке, в частности в финале взял верх над представлявшим Азербайджана Имраном Джавадовым. Кроме того, в этом сезоне выступил на чемпионате Европы в Москве, где так же был лучшим. В 2013 году на европейском первенстве в итальянской Креме добавил в послужной список ещё одну золотую медаль. На чемпионате Европы 2015 года в Загребе выиграл в лёгком весе серебряную награду, проиграв в финале россиянину Магомедрасулу Хасбулаеву. При этом на мировом первенстве в Касабланке получил бронзу.

### Профессиональная карьера
Дебютировал в смешанных единоборствах на профессиональном уровне в мае 2005 года, на турнире Zst в Японии дрался с местным японским бойцом — бой между ними продлился два раунда, и в итоге была зафиксирована ничья. Гречихо продолжил выступать в японских промоушенах, побывал на турнирах таких престижных организаций как Shooto и Hero's, победы чередовал с поражениями. В период 2007—2010 годов сделал серию из шести побед подряд, после чего на турнире Cage Warriors уступил единогласным решением судей англичанину Джейсону Янгу. Дрался преимущественно на территории Европы: в Финляндии, Польше, Шотландии, Украине, Литве. Участвовал в турнирах российских бойцовских организаций Absolute Championship Berkut и M-1 Global.
Последний раз дрался в профессионалах в декабре 2015 года, встречался в Химках с российским проспектом Мурадом Мачаевым и по итогам трёх раундов проиграл ему единогласным судейским решением. Всего на профессиональном уровне провёл 31 бой, из них 22 выиграл, 8 проиграл, в одном случае свёл поединок к ничьей. Ни разу не проигрывал нокаутом.
Работает в Службе общественной безопасности при Министерстве внутренних дел Литвы. Также является детским тренером по борьбе самбо и дзюдо.

## Статистика в профессиональном ММА
| Боёв 36  | Побед 25 | Поражений 10 |
| -------- | -------- | ------------ |
| Нокаутом | 2        | 0            |
| Сдачей   | 20       | 2            |
| Решением | 3        | 8            |
| Ничьи    | 1        | 1            |

| Результат | Рекорд  | Соперник           | Способ                    | Турнир                                            | Дата             | Раунд | Время | Место                   | Примечание                        |
| --------- | ------- | ------------------ | ------------------------- | ------------------------------------------------- | ---------------- | ----- | ----- | ----------------------- | --------------------------------- |
| Поражение | 25-10-1 | Алихан Сулейманов  | Единогласное решение      | ACB 83                                            | 24 марта 2018    | 3     | 5:00  | Баку, Азербайджан       |                                   |
| Победа    | 25-9-1  | Мирослав Стрбак    | Сдача (скручивание пятки) | Simply The Best & Rebuy Stars Fight Night         | 14 октября 2017  | 3     | 4:05  | Кошице, Словакия        |                                   |
| Победа    | 24-9-1  | Юсуп Умаров        | Сдача (рычаг колена)      | ACB 69                                            | 9 сентября 2017  | 2     | 1:34  | Алма-Ата, Казахстан     |                                   |
| Победа    | 23-9-1  | Яни Салми          | Сдача (удушение Брабо)    | Fight Night Finland 14                            | 6 мая 2017       | 2     | 2:27  | Турку, Финляндия        | Бой в лёгком весе.                |
| Поражение | 22-9-1  | Мурад Мачаев       | Единогласное решение      | Mix Fight Combat 4                                | 25 декабря 2015  | 3     | 5:00  | Химки, Россия           |                                   |
| Победа    | 22-8-1  | Яни Ридасмаа       | Сдача (удушение брабо)    | Lappeenranta Fight Night 14                       | 28 ноября 2015   | 2     | 1:51  | Лаппеэнранта, Финляндия | Бой в промежуточном весе 162 lbs. |
| Поражение | 21-8-1  | Филип Воланский    | Решение большинства       | Incredible Fighting Night 1: Let’s Begin          | 24 октября 2015  | 3     | 5:00  | Ченстохова, Польша      |                                   |
| Поражение | 21-7-1  | Магомед Идрисов    | Единогласное решение      | M-1 Challenge 61: Битва нартов                    | 20 сентября 2015 | 3     | 5:00  | Назрань, Россия         | Вернулся в полулёгкий вес.        |
| Победа    | 21-6-1  | Антти Виртанен     | Сдача (скручивание пятки) | Lappeenranta Fight Night 12                       | 25 апреля 2015   | 1     | 2:36  | Лаппеэнранта, Финляндия | Бой в промежуточном весе 161 lbs. |
| Поражение | 20-6-1  | Антон Куйванен     | Единогласное решение      | Cage 29                                           | 28 февраля 2015  | 3     | 5:00  | Хельсинки, Финляндия    |                                   |
| Победа    | 20-5-1  | Якуб Ковалевич     | Единогласное решение      | KSW 26                                            | 22 марта 2014    | 3     | 5:00  | Варшава, Польша         | Дебют в лёгком весе.              |
| Победа    | 19-5-1  | Расул Албасханов   | Сдача (анаконда)          | Absolute Championship Berkut: Grand Prix Berkut 1 | 1 марта 2014     | 2     | 0:48  | Грозный, Россия         |                                   |
| Победа    | 18-5-1  | Зокир Поечев       | TKO (удары руками)        | Oplot Challenge 98                                | 1 февраля 2014   | 2     | 2:10  | Харьков, Украина        |                                   |
| Победа    | 17-5-1  | Мурад Зейнулабидов | Сдача (удушение сзади)    | Oplot Challenge 86                                | 2 ноября 2013    | 2     | 3:42  | Харьков, Украина        |                                   |
| Победа    | 16-5-1  | Йорген Матси       | Сдача (удушение сзади)    | MMA Raju 12                                       | 19 октября 2013  | 3     | 2:22  | Тарту, Эстония          | Бой в промежуточном весе 148 lbs. |
| Победа    | 15-5-1  | Рашид Алиев        | Сдача (удушение д’арсе)   | Oplot Challenge 83                                | 12 октября 2013  | 1     | 3:10  | Харьков, Украина        |                                   |
| Победа    | 14-5-1  | Артём Казерский    | Сдача (удушение сзади)    | Real Fights 15                                    | 4 мая 2013       | 1     | 0:32  | Вильнюс, Литва          |                                   |
| Победа    | 13-5-1  | Йони Саловаара     | Сдача (удушение сзади)    | Espoo Fight Night                                 | 5 мая 2012       | 1     | N/A   | Эспоо, Финляндия        |                                   |
| Победа    | 12-5-1  | Себастьян Грабарек | Сдача (удушение сзади)    | MMA Attack 2                                      | 27 апреля 2012   | 2     | 3:01  | Катовице, Польша        |                                   |
| Поражение | 11-5-1  | Никлас Бекстрём    | Единогласное решение      | Botnia Punishment 11                              | 23 марта 2012    | 3     | 5:00  | Сейняйоки, Финляндия    |                                   |
| Победа    | 11-4-1  | Оливье Пастор      | Единогласное решение      | OTP: On Top 4                                     | 25 февраля 2012  | 3     | 5:00  | Глазго, Шотландия       |                                   |
| Победа    | 10-4-1  | Магомед Мухумаев   | Сдача (треугольник)       | Балтийский вызов 2                                | 1 июля 2011      | 1     | 1:32  | Калининград, Россия     |                                   |
| Победа    | 9-4-1   | Маркос Нардини     | Единогласное решение      | OTP: On Top 2                                     | 18 июня 2011     | 3     | 5:00  | Гласго, Шотландия       |                                   |
| Поражение | 8-4-1   | Том Ниинимяки      | Единогласное решение      | Cage 14: All Stars                                | 20 ноября 2010   | 3     | 5:00  | Эспоо, Финляндия        |                                   |
| Поражение | 8-3-1   | Джейсон Янг        | Единогласное решение      | Cage Warriors 38: Young Guns                      | 1 октября 2010   | 3     | 5:00  | Лондон, Англия          |                                   |
| Победа    | 8-2-1   | Вилле Ирйола       | Сдача (треугольник)       | Cage 13: Spring Break                             | 8 мая 2010       | 1     | 0:46  | Вантаа, Финляндия       |                                   |
| Победа    | 7-2-1   | Джерри Кварнстрём  | Сдача (треугольник)       | Turku Fight: Resurrection                         | 3 апреля 2010    | 1     | 1:03  | Турку, Финляндия        |                                   |
| Победа    | 6-2-1   | Джон Каллен        | Сдача (удушение сзади)    | Eurofight Xtreme FC 1                             | 17 октября 2009  | 1     | 0:35  | Гласго, Шотландия       |                                   |
| Победа    | 5-2-1   | Юрис Карпенко      | Сдача (удушение сзади)    | Real Fights 4                                     | 12 декабря 2008  | 1     | 0:48  | Каунас, Литва           |                                   |
| Победа    | 4-2-1   | Оуэн Родди         | Сдача (замок ахилла)      | Ultimate Conflict 1                               | 1 марта 2008     | 1     | 4:31  | Дублин, Ирландия        |                                   |
| Победа    | 3-2-1   | Олли Хартикайнен   | Сдача (треугольник)       | Carelia Fight 3                                   | 1 сентября 2007  | 2     | 1:45  | Хельсинки, Финляндия    |                                   |
| Поражение | 2-2-1   | Арсен Тимерханов   | Сдача (рычаг локтя)       | K-1 Hero’s Lithuania 2006                         | 11 ноября 2006   | 1     | 1:21  | Вильнюс, Литва          |                                   |
| Победа    | 2-1-1   | Масахиро Оиси      | TKO (удары)               | Zst 10                                            | 10 сентября 2006 | 1     | 0:31  | Токио, Япония           |                                   |
| Поражение | 1-1-1   | Масаюки Окудэ      | Сдача (рычаг локтя)       | Shooto Lithuania: Bushido                         | 23 апреля 2006   | 1     | 4:57  | Вильнюс, Литва          |                                   |
| Победа    | 1-0-1   | Повилас Алабурда   | Сдача (замок ноги)        | Shooto Lithuania: Auksta Itampa 2                 | 12 февраля 2006  | 1     | 2:31  | Каунас, Литва           |                                   |
| Ничья     | 0-0-1   | Масаюки Окудэ      | Ничья                     | Zst 7                                             | 3 мая 2005       | 2     | 5:00  | Токио, Япония           |                                   |